# Warszawa Żerań
Warszawa Żerań – przystanek osobowy Polskich Kolei Państwowych położony na terenie warszawskiej dzielnicy Białołęka przy ulicy Marywilskiej. Przystanek znajduje się na nasypie obok mostu nad Kanałem Żerańskim.

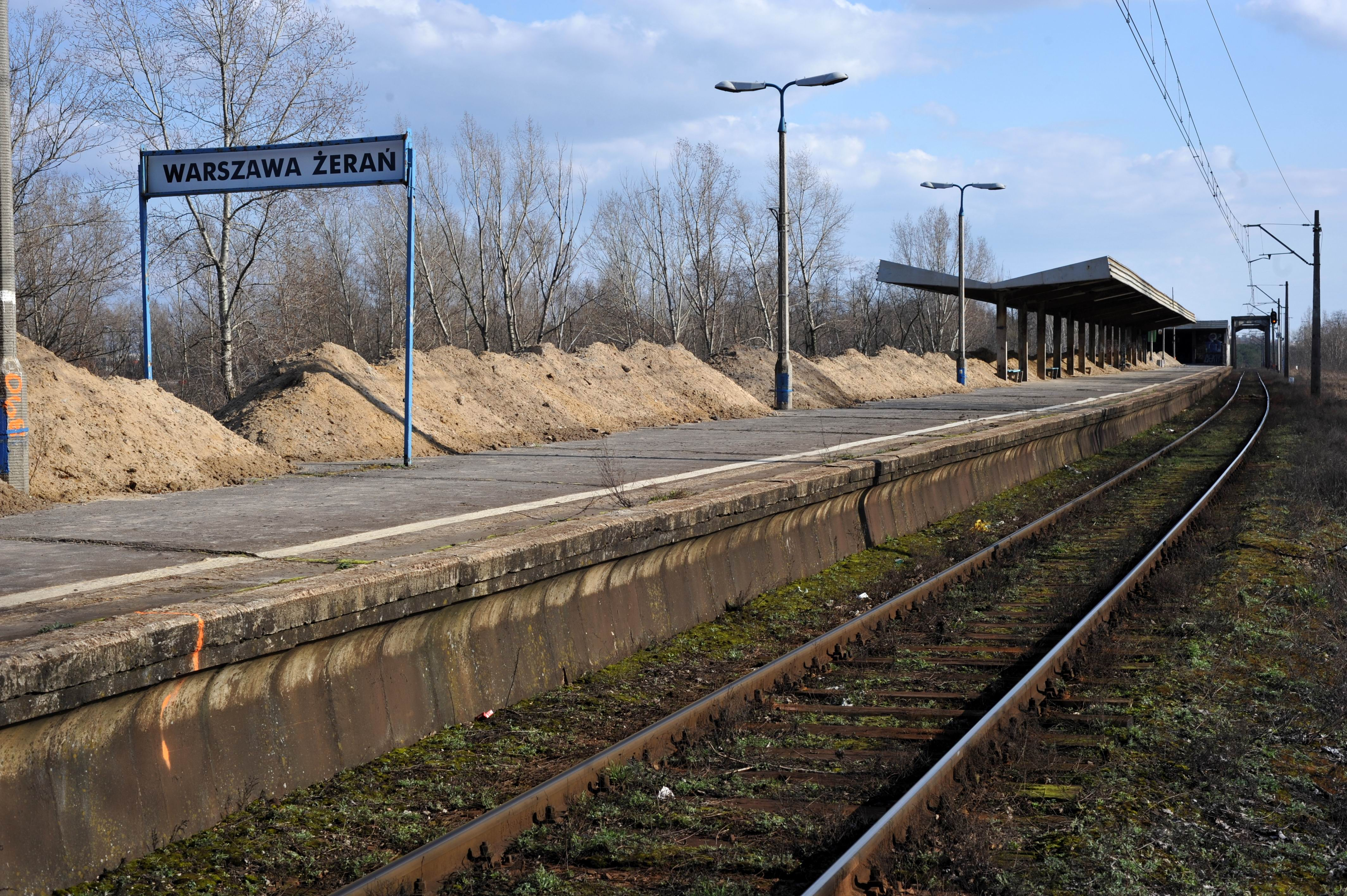
Przystanek kolejowy Warszawa Żerań w trakcie modernizacji

## Historia
Powstał w 1950 roku. Przystanek Warszawa Żerań został zmodernizowany w ramach modernizacji linii kolejowej na odcinku Warszawa–Gdynia, w latach 2008–2010. Z przystanku kolejowego prowadzą schody na bliski przystanek autobusowy, wyposażone w platformę dla osób niepełnosprawnych.

## Ruch pasażerski[4]
| Rok  | Wymiana pasażerska na dobę |
| ---- | -------------------------- |
| 2017 | 700-999                    |
| 2018 | 500-699                    |
| 2019 | 500-699                    |
| 2020 | 500-699                    |
| 2021 | 500-699                    |
| 2022 | 500-699                    |
| 2023 | 700-999                    |

## Linie
| Przewoźnik         | Linia | Trasa                                                 |             |
| ------------------ | ----- | ----------------------------------------------------- | ----------- |
| Koleje Mazowieckie | R90   | Warszawa Zachodnia – Warszawa Żerań – Działdowo       | [ 6 ] [ 7 ] |
| SKM Warszawa       | S3    | Warszawa Lotnisko Chopina -Warszawa Żerań – Legionowo | [ 6 ] [ 7 ] |
| SKM Warszawa       | S4    | Piaseczno – Warszawa Żerań – Zegrze Południowe        | [ 6 ] [ 7 ] |
| SKM Warszawa       | S40   | Piaseczno - Warszawa Żerań - Wieliszew/Radzymin       | [ 6 ] [ 7 ] |